# Observatorio Astronómico de Córdoba
Das Observatorio Astronómico de Córdoba (früher Observatorio Nacional Argentino) ist ein astronomisches Observatorium in Córdoba, Argentinien. Es gehört zur Universidad Nacional de Córdoba. Gegründet wurde das Observatorium am 24. Oktober 1871 vom damaligen Präsidenten Argentiniens Domingo Faustino Sarmiento auf Anregung von Nicolás Avellaneda, der damit seinem Volk den direkten Kontakt zur Astronomie ermöglichte. Der erste Direktor wurde Benjamin Apthorp Gould.
Der IAU-Code ist 822.

## Geschichte
Der Beginn der astronomischen Studien in Argentinien ist das unbestreitbare Werk von Domingo Faustino Sarmiento. Als er als Vertreter seines Landes in den Vereinigten Staaten weilte, hatte er die Gelegenheit, den Astronomen Benjamin Apthorp Gould zu treffen, der zu dieser Zeit nach Argentinien reisen wollte, um Sternstudien der südlichen Hemisphäre durchzuführen, und bot zu diesem Zweck seine wissenschaftlichen Dienste an.
Sarmiento, der in der Zwischenzeit als Präsident seines Landes eingesetzt worden war, lud den angesehenen Wissenschaftler und seine Assistenten 1869 ein, nach Argentinien zu reisen, und unterstützte sie bei der Organisation eines Observatoriums. Gould kam 1870 in Buenos Aires an und musste geduldig auf die Ankunft der bei einer europäischen Firma bestellten Geräte warten. Während er auf die wissenschaftlichen Instrumente wartete, wurde am 24. Oktober 1871 das Observatorium eingeweiht und er begann mit bloßem Auge und mit Hilfe eines kleinen Fernglases eine Karte des südlichen Himmels zu erstellen, mit mehr als 7000 Sternen. Welche später, 1877, unter dem Namen Uranometría Argentina veröffentlicht wurde.
Er blieb Direktor des Observatoriums bis 1885, dann kehrte er in die USA zurück. Zu seinen Arbeiten zählen die Untersuchung von Sternen bis zur scheinbaren Helligkeit von 10,0 mag, die zur Veröffentlichung des Catálogo de Zonas (1884) führte, in welchem mehr als 70.000 Sterne der südlichen Hemisphäre registriert sind. Und dem Catálogo General Argentino welcher 35.000 mit guter Präzision festgelegte Sternpositionen enthält.
Es war auch Gould zu verdanken, dass einige der ersten Sternfotos der Welt an diesem Observatorium aufgenommen wurden. Dazu wurden Hunderte von Aufnahmen offener Sternhaufen aus der südlichen Hemisphäre mit dem großen Refraktor mit 28 cm Durchmesser erstellt, welche dann vermessen wurden um die Position der Sterne zu bestimmen. Das war die erste systematische und groß angelegte Arbeit in der Astronomie unter Verwendung der Fotografie. Die Ergebnisse wurden 1896 unter dem Namen fotografías cordobesas veröffentlicht.
Die Veröffentlichung der ersten wichtigen Sternkarten des südlichen Himmels erreichte ihren Höhepunkt mit der Fertigstellung der monumentalen Córdoba-Durchmusterung im Jahr 1908. Dieser Katalog mit 613.718 Sternen ist bis heute eine Referenz in der Geschichte der weltweiten Astronomie. Zu den herausragendsten Beiträgen des Astronomischen Observatoriums von Córdoba zu Beginn des 20. Jahrhunderts gehört die Vorbereitung der ersten großen fotografischen Vermessung des Himmels ("Carte du Ciel") zusammen mit insgesamt 35 anderen Observatorien aus anderen Breiten auf der ganzen Welt. Die Ergebnisse ermöglichten es die Bestimmung des Abstandes zwischen Erde und der Sonne wesentlich zu verbessern.
Historisch gesehen hat das Astronomische Observatorium von Córdoba nicht nur auf dem Gebiet der Astronomie, sondern auch in verschiedenen anderen sozialen Aspekten wichtige Beiträge geleistet:
- Präzisions-Sternenkataloge, die seit Goulds Zeit mit dem Meridian Circle analysiert wurden, wurden zur Zeitbestimmung und Navigation in der gesamten südlichen Hemisphäre verwendet.
- Der Nationale Wetterdienst, der seinen Ursprung im Wetteramt hatte, das Sarmiento 1872 auf Goulds Vorschlag als Teil des Astronomischen Observatoriums von Córdoba eingerichtet hatte. Ebenfalls unter der Leitung von Gould wurden die ersten genauen Bestimmungen von Längen- und Höhenunterschieden zwischen Buenos Aires, Rosario, Córdoba und Santiago de Chile vorgenommen. Die ersten exakten Bestimmungen der genauen Gewichte und Maße wurden im Observatorium durchgeführt, das von der nationalen Regierung in Auftrag gegeben wurde. Zusätzlich zu Messungen des Erdmagnetfeldes.
- Das Observatorium war für viele Jahre zuständig für den Telegrafiedienst zur Bestimmung der offiziellen Zeit. Diese Aufgabe ging dann ans Marineobservatorium.

Unter der Leitung von Enrique Gaviola (zwischen 1940 und 1947 und von 1956 bis 1957) wurde das Astronomische Observatorium von Córdoba in ein erstklassiges wissenschaftliches Zentrum umgewandelt. Die Bosque Alegre Astrophysical Station wurde 1942 eingeweiht und gebaut. Sie befindet sich in den Sierras Chicas, 25 Kilometer von der Stadt Alta Gracia entfernt, auf 1250 Metern über dem Meeresspiegel. Er verband das Observatorium mit der Argentinischen Physikalischen Vereinigung und erhielt Vollzeitmitarbeiter und Wissenschaftler sowie eine exzellente Optik-Werkstatt. Dort wurden unter anderem Mario Bunge, Ernesto Sabato und José Antonio Balseiro ausgebildet.
Gegenwärtig werden in dieser Einrichtung wissenschaftliche Forschungsaufgaben, Ausbildungen für Studenten und Doktoranden sowie Aktivitäten zur Öffentlichkeitsarbeit durchgeführt. In der Astrophysikalischen Station Bosque Alegre werden Beobachtungen mit Photometrie- und Spektroskopieinstrumenten durchgeführt.
Seit 1955 ist das astronomische Observatorium und seine astrophysikalische Station der Nationalen Universität von Córdoba angegliedert.

## Forschung und instrumentelle Entwicklung

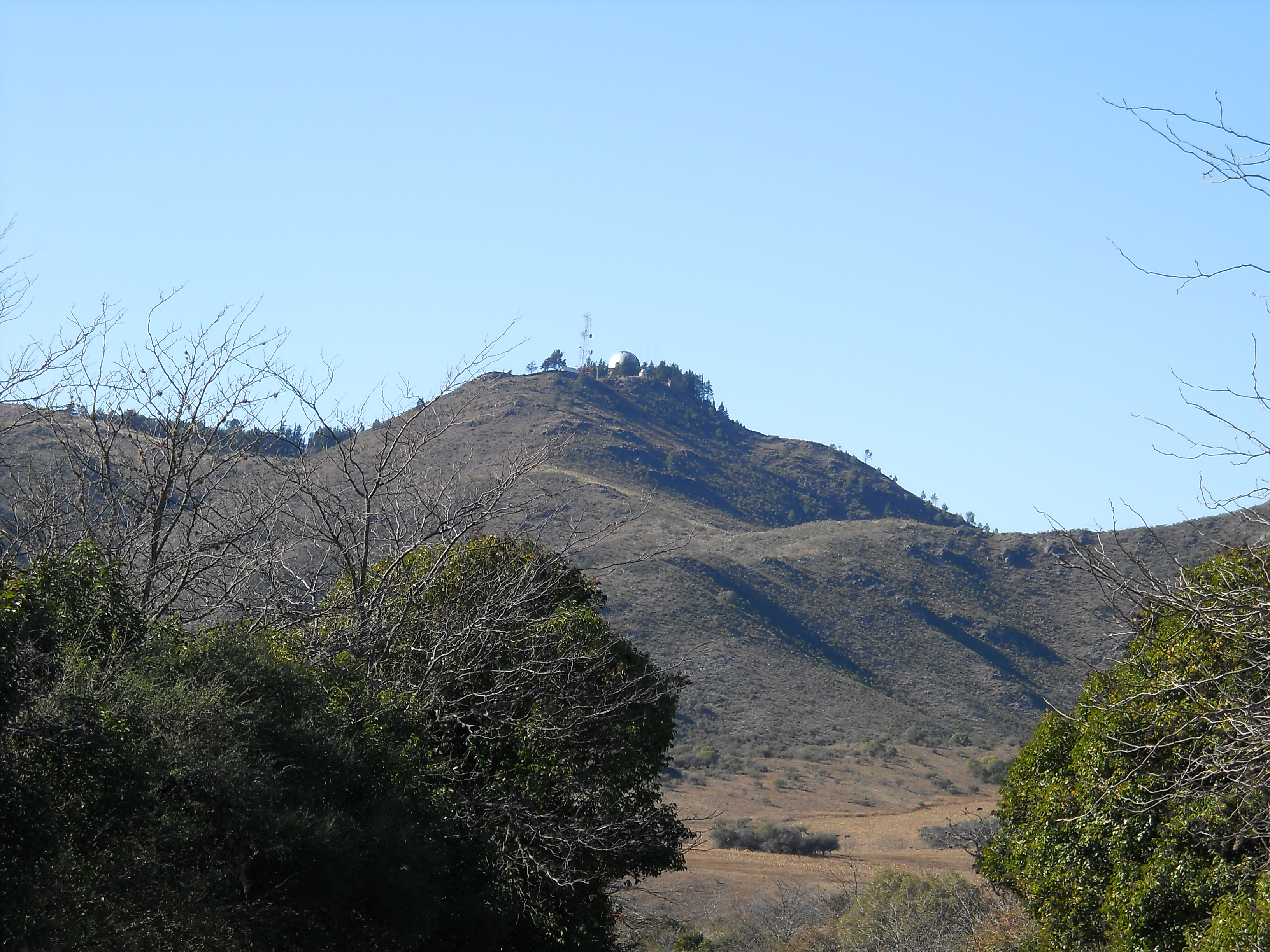
Blick auf das Bosque Alegre Observatorium vom Westhang der Sierras Chicas.

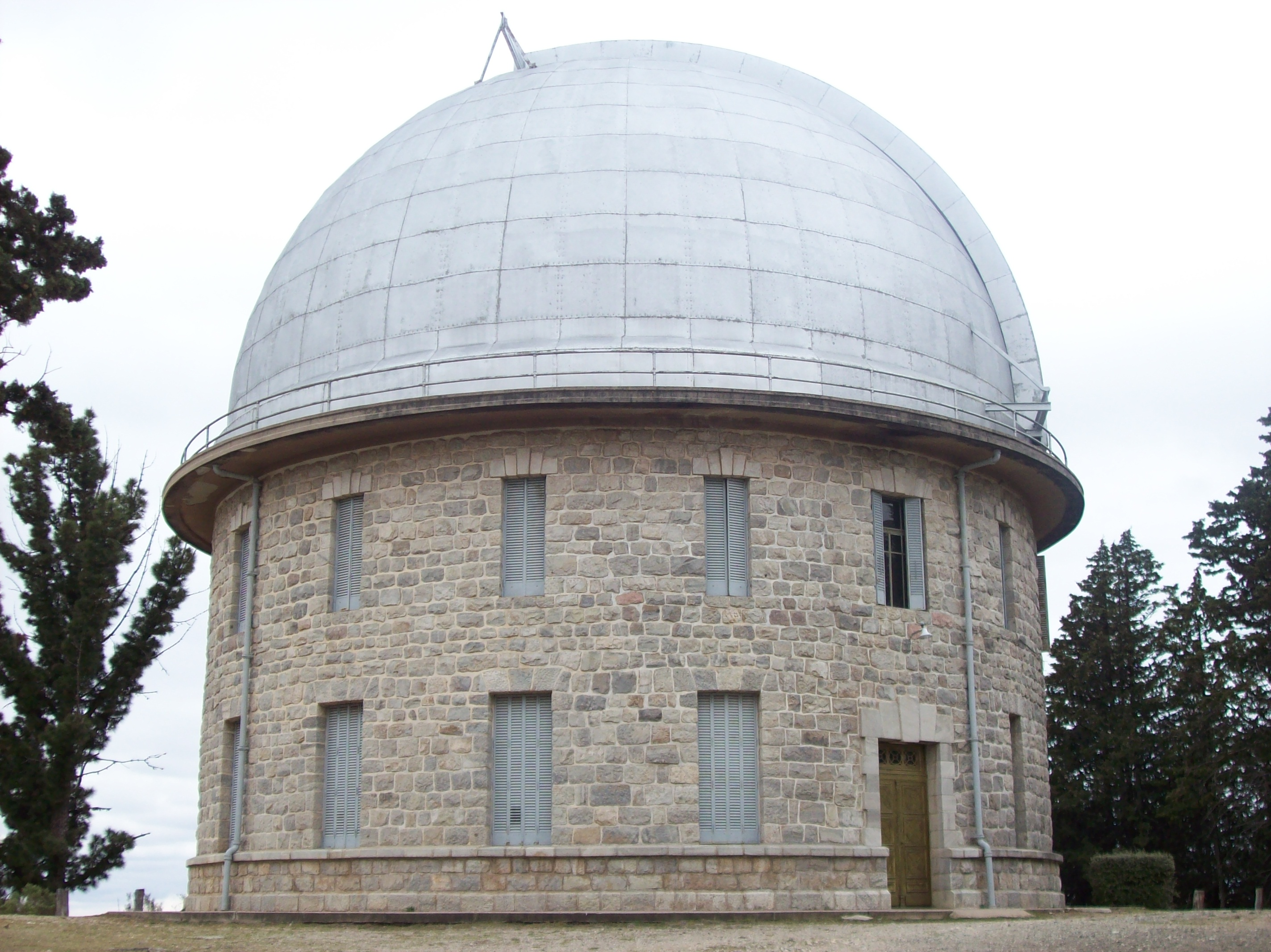
Bosque Alegre Observatorium, seit 1942 mit dem Córdoba Observatorium verbunden.

Die Forscher dieser Institution sind größtenteils an der Nationalen Universität von Córdoba ausgebildet und befinden sich auf Augenhöhe mit den höchsten akademischen Zentren der Welt. Am Astronomischen Observatorium von Córdoba wird die Forschung aus verschiedenen Perspektiven durchgeführt: beobachtende, statistische, theoretische und Entwicklung der Instrumente. Die Hauptbereiche, auf die sich die Studien konzentrieren, sind: Sonnenphysik, Planetensysteme, stellare Astrophysik, Astrometrie, Instrumentierungs- und Beobachtungstechniken, Interstellares Medium und galaktische Struktur, extragalaktische Astronomie und Kosmologie und Geschichte der Astronomie. Die Ergebnisse dieser Untersuchungen werden in internationalen Publikationen und in wissenschaftlichen Sitzungen in den entsprechenden Bereichen bekannt gegeben.
Das Astronomische Observatorium von Córdoba verfügt über Ingenieure und technische Mitarbeiter, die Techniken und Instrumente entwickeln, die für die astronomische Forschung erforderlich sind. Das Team für die Instrumentenentwicklung hat ein Teleskop mit einem Durchmesser von 0,76 Metern von Grund auf gebaut, welches 2012 in einer zweiten Kuppel der Astrophysikalischen Station Bosque Alegre installiert wurde. Darüber hinaus beteiligen sie sich aktiv am Bau eines neuen Observatoriums in Tolar Grande in der Provinz Salta sowie an der Fernsteuerung der Teleskope, die sowohl an der Astrophysikalischen Station von Bosque Alegre als auch am Hauptsitz des Astronomischen Observatoriums von Córdoba verfügbar sind.

### Beobachtungsprojekte
Seit 1992 hat Argentinien zusammen mit den USA, England, Kanada, Frankreich, Australien, Brasilien und Chile als Gastländer an einem internationalen Abkommen namens Gemini-Projekt teilgenommen, das aus dem Bau von zwei großen Teleskopen mit einem Durchmesser von 8 Metern bestand, jeweils eines in Hawaii und in Chile. Die Beobachtungszeit an den beiden Teleskopen wird den Astronomen der teilnehmenden Ländern im Verhältniss ihres wirtschaftlichen Beitrages zugeteilt. Argentinien verfügt in jedem Teleskop über 2,5 % der gesamten für die Wissenschaft verfügbaren Zeit. Diese leistungsstarken Teleskope wurden Ende des letzten Jahrhunderts in Betrieb genommen und stellten einen neuen und großen Fortschritt für die Astronomie dar.
Die Globalisierung hat es möglich gemacht, die Art und Weise zu ändern, in der Informationen gesammelt und analysiert werden. Die Astronomen des Observatoriums von Córdoba haben Zugang zu verschiedenen Observatorien auf der Welt, indem sie ein Beobachtungsprojekt vorstellen, das von ihren Kollegen für die Verteilung der Beobachtungszeit bewertet wird. In einigen internationalen Observatorien werden Beobachtungen aus der Ferne gemacht, d. h. diese Observatorien haben Personal, die für die Beobachtungen verantwortlich sind, und dann werden die gesammelten Daten an die führenden Forscher des vorgestellten Projekts gesendet. Für die Astronomen ist es nicht unbedingt erforderlich bei den Beobachtungsstellen vor Ort zu sein.
OAC-Astronomen haben auch die Möglichkeit, das 2,15-Meter-Teleskop der Astronomischen Einrichtung Leoncito in San Juan und das 1,54-Meter-Teleskops der Astrophysikalischen Station Bosque Alegre des Astronomischen Observatoriums von Córdoba zu nutzen.
Anlässlich des 70-jährigen Bestehens der Astrophysikalischen Station Bosque Alegre wurden im November 2012 einige Umbauarbeiten an zwei der kleineren Kuppeln durchgeführt. In einem von ihnen wurde ein 11-Zoll-CELESTRON-Teleskop des Instituto de Astronomía Teórica y Experimental (IATE) installiert und robotisiert, das als Observatorio Remoto Bosque Alegre (ORBA) bezeichnet wird. In der zweiten Kuppel ein Teleskop mit einem Durchmesser von 0,76 m benannt nach Charles Perrine.
Am 5. Mai 2013 hat das Minor Planet Center ORBA den Code MPC X13 zugewiesen.

## Lehre und Ausbildung der Humanressourcen
Obwohl das Observatorium keine akademische Einheit ist, beteiligen sich Forscher des Astronomischen Observatoriums welche Lehraufträge innehaben an der Nationalen Universität von Córdoba, an der Lehrverteilung der Fakultäten für Mathematik, Astronomie und Physik (Facultad de Matemática, Astronomía y Física; FaMAF), mit der eine Vereinbarung über die Zusammenarbeit besteht. OAC Dozenten unterrichten Bachelor- und Master-Fächer in FaMAF Bereichen sowie in den verschiedenen akademischen Einheiten, mit denen FaMAF Vereinbarungen getroffen hat.
Die Forscher des Observatoriums fungieren als Direktoren oder Co-Direktoren in den Abschlussarbeiten der Studenten der Bachelor oder Doktoranden in Astronomie, beides Studiengänge des FaMAF.

## Erweiterung und Verbreitung der Astronomie

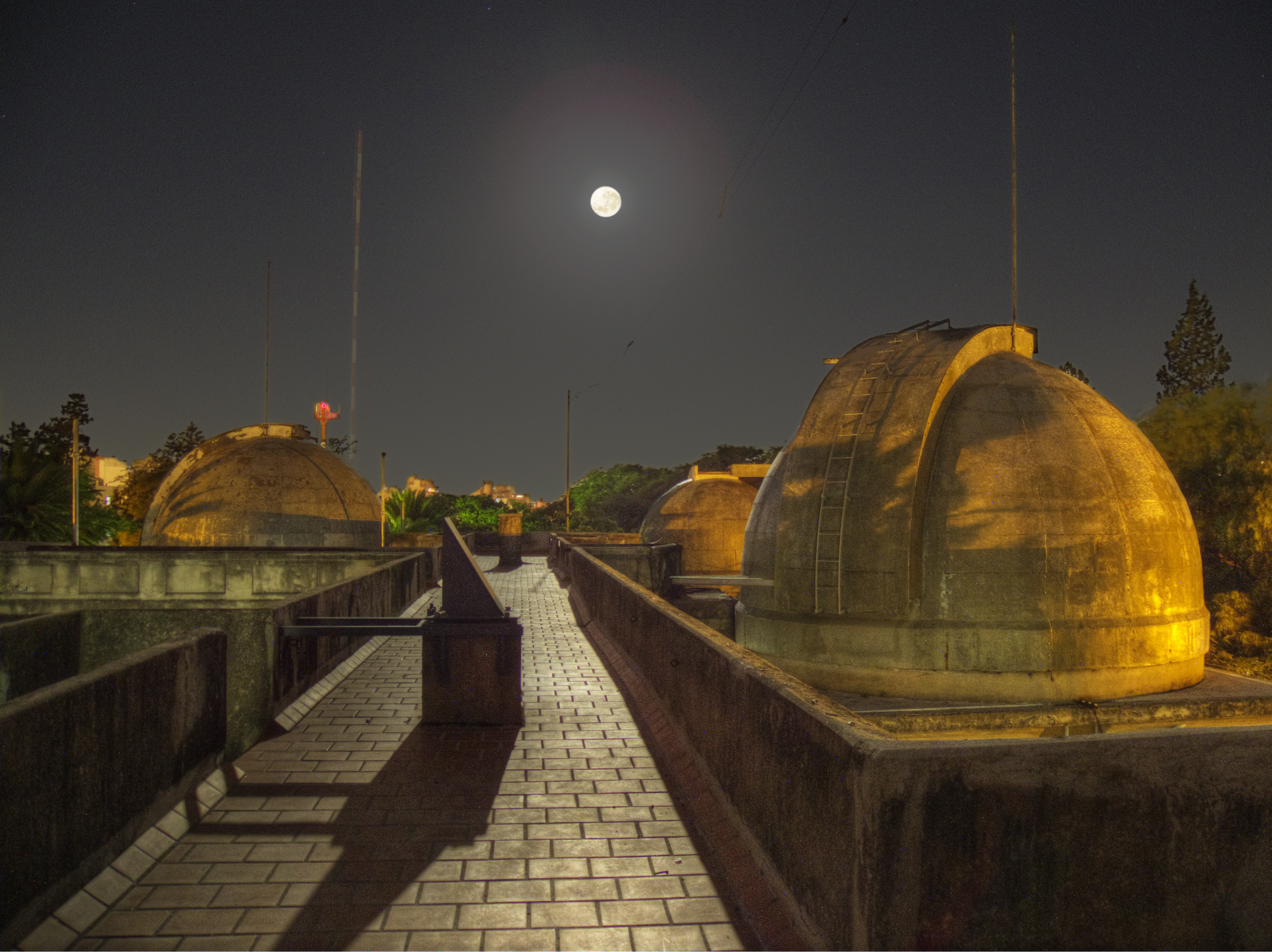
Astronomisches Observatorium Córdoba in der Nacht.

Historisch gesehen hat sich diese Institution durch ihre informative Arbeit zur Astronomie hervorgetan, um der Gemeinde zu helfen, die Wunder des Universums und die Bedeutung der Wissenschaft im täglichen Leben zu verstehen. Darüber hinaus wurden gemäß der von der Nationalen Universität von Córdoba unter der Leitung von Dr. Carolina Scotto geförderten Erweiterungsrichtlinie Erweiterungsprojekte hinzugefügt, die hauptsächlich auf den Unterricht von Astronomie auf voruniversitärer Ebene abzielen.
Das OAC führt folgende Programme durch:
- Gruppe für Astrometrie und Photometrie, an der Forscher, Amateurastronomen, Studenten und voruniversitäre Lehrer teilnehmen und zur weltweiten wissenschaftlichen Forschung beitragen.
- Argentinische Astronomie-Olympiade für Schüler und Einrichtungen.
- Artikulationskurse mit Unterrichtsnoten für Lehrer der Sekundarstufe.
- Kurse zum Umgang mit tragbaren Teleskopen.

Unter den Verbreitungsaktivitäten, die vom Astronomischen Observatorium an die Gemeinschaft im Allgemeinen entwickelt werden, können folgende erwähnt werden:
- In den Abendstunden einmal pro Woche im Hauptquartier offen für die breite Öffentlichkeit.
- Offen für die breite Öffentlichkeit in der astrophysikalischen Station von Bosque Alegre an Wochenenden tagsüber und nachts.
- Offen für Besuche in Bildungseinrichtungen im Hauptquartier.
- Offen von Bildungseinrichtungen in der astrophysikalischen Station von Bosque Alegre.
- Mobiles Teleskop durch die verschiedenen Städte im Landesinneren von Córdoba und Argentinien.
- Konferenzen für alle Zielgruppen einmal im Monat.
- Konferenzen in Bildungseinrichtungen in der Stadt Córdoba.
- Tägliche Verbreitung von Astronomie, Wissenschaft im Allgemeinen und den Aktivitäten des OAC über soziale Netzwerke (Facebook, G+, Blog, Twitter).

## Entdeckungen
- Asteroid (2854) Rawson

## Publikationen
- Uranometría Argentina, Katalog mit mehr als 7.000 Sternen des südlichen Himmels; Gould[4]
- Catálogo de Zonas, Katalog mit mehr als 70.000 Sternen; Gould
- Catálogo General Argentino, Katalog mit 35.000 Sternen; Gould
- Fotografías cordobesas; Gould[2]
- Córdoba-Durchmusterung Resultados del Observatorio Nacional Argentino; Thome, Perrine

## Direktoren
- Benjamin Apthorp Gould 1871–1885
- John Macon Thome 1885–1908
- Eleodoro Sarmiento (Stellvertreter) 1908–1909
- Charles Dillon Perrine 1909–1936
- Félix Aguilar (Stellvertreter) 1936–1937
- Juan José Nissen 1937–1940
- Ramón Enrique Gaviola 1940–1947
- Ricardo P. Platzeck (Stellvertreter) 1947–1951
- Jorge Bobone (Stellvertreter) 1951–1953
- Jorge Sahade 1953–1955
- Jorge Bobone 1955–1956
- Ramón Enrique Gaviola 1956–1957
- Livio Gratton 1957–1960
- Jorge Landi Dessy (Stellvertreter) 1960–1971
- José Luis Sérsic (Stellvertreter) 1971–1972
- Luis Ambrosio Milone 1972–1973
- Roberto Félix Sisteró 1973–1976
- Carlos R. Fourcade (Stellvertreter) 1976
- Luis Ambrosio Milone 1976–1982
- José Luis Sérsic 1982–1983
- Gustavo J. Carranza 1984–1995
- Juan José Clariá Olmedo 1995–1998
- Gustavo J. Carranza 1998–2002
- Luis Ambrosio Milone 2002–2005
- Emilio Lapasset 2005–2011
- Diego García Lambas 2011–2017
- Manuel Merchán 2017–2021
- Mercedes Gómez 2021–